# Kurumin
Kurumin este o distribuție braziliană de Linux bazată pe Debian.